# Prelatura territorial de Loreto
La prelatura territorial de Loreto (en latín: Praelatura Territorialis ab Alma Domo Lauretana y en italiano: prelatura territoriale di Loreto) es una circunscripción eclesiástica de la Iglesia católica en Italia. Se trata de una prelatura territorial latina, sufragánea de la arquidiócesis de Ancona-Osimo. Desde el 20 de mayo de 2017 su prelado es el arzobispo Fabio Dal Cin.

## Territorio y organización

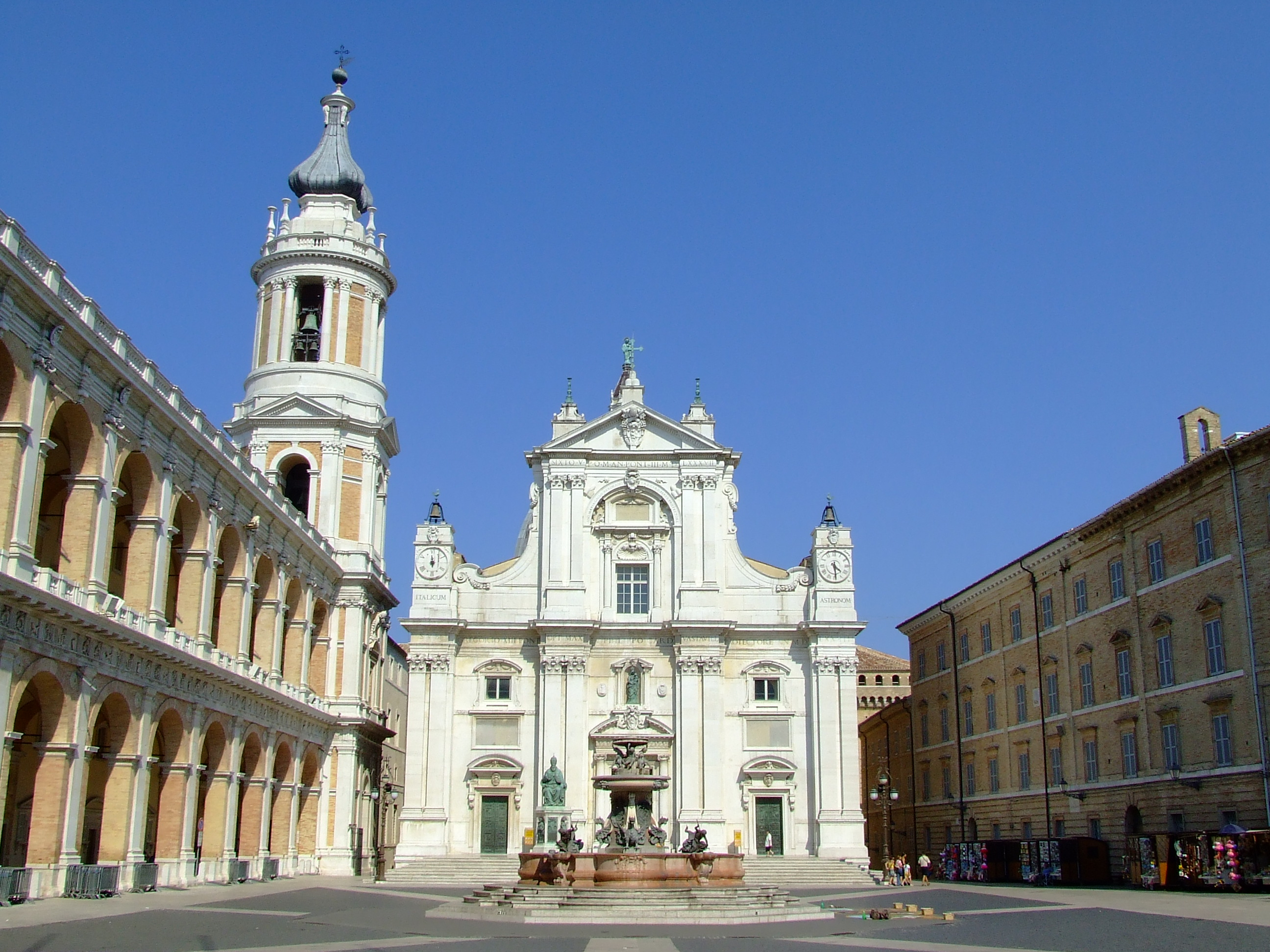
Plaza de la Madonna y fachada de la basílica de la Santa Casa

La prelatura territorial tiene 17 km² y extiende su jurisdicción sobre los fieles católicos de rito latino residentes en la ciudad de Loreto, en la provincia de Ancona de la región de Marcas.

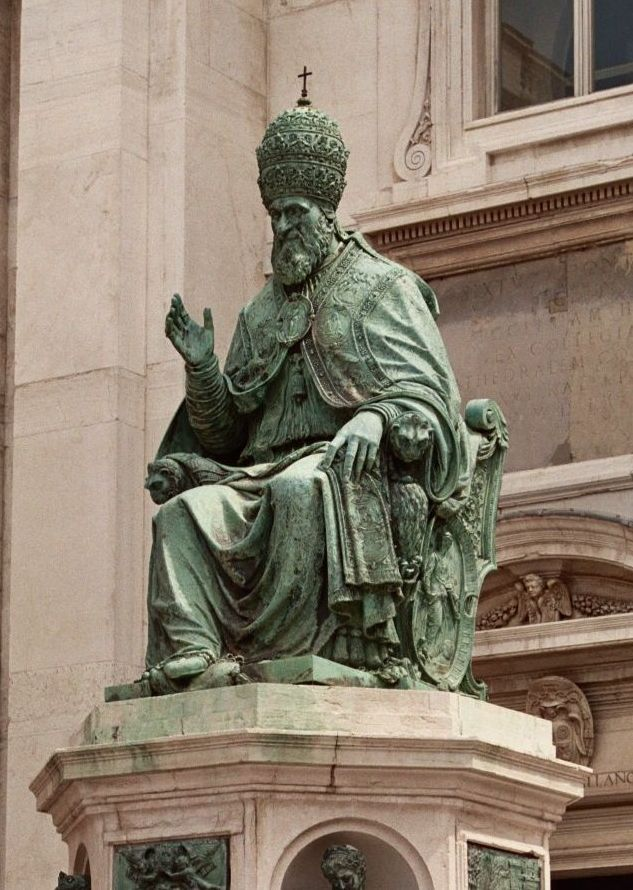
Estatua de Sixto V en la entrada de la basílica

Confina con el arquidiócesis de Ancona-Osimo y con la diócesis de Macerata-Tolentino-Recanati-Cingoli-Treia.
La sede de la prelatura territorial se encuentra en la ciudad de Loreto, en donde se halla la Catedral basílica santuario de la Santa Casa, que es uno de los principales lugares de veneración de María y uno los santuarios marianos más importantes y visitados de la Iglesia católica.
En 2021 en la prelatura territorial existían 5 parroquias: 
- Santa Casa: en la Piazza della Madonna. Antiguamente era la única parroquia de Loreto, pero actualmente es la más pequeña. Está confiada a los religiosos de la Fraternidad Franciscana de Betania;
- Sagrado Corazón de Jesús: erigida en 1928, está confiada al clero diocesano;
- San Flaviano: erigida en 1928 en la fracción de Villa Musone, el cuidado pastoral está a cargo de los Sacerdotes del Sagrado Corazón de Jesús (dehonianos);
- Santísima Virgen María Adolescente: erigida en 1947, está confiada al clero diocesano;
- Sagrada Familia-San Camillo: erigida en 1981, está confiada a los Hijos de la Sagrada Familia.

## Historia
El lugar cobró importancia después de que, según la tradición, la noche del 9 al 10 de diciembre de 1294, durante el episcopado de Salvo, se produjera el traslado de las reliquias de la Santa Casa (la casa en la que el arcángel Gabriel dio la anunciación a la Virgen María) de Nazaret a la localidad de la región de Marcas. La casa se hallaba originalmente en Tierra Santa, pero, durante el advenimiento de las cruzadas, ante el avance de las tropas musulmanas, los cristianos temieron que fuera destruida. Así, un miembro de la poderosa familia Angeli (gobernadores de Epiro) financió el traslado de la casa a Trsat en lo que hoy es Rijeka en Croacia, el 10 de mayo de 1291. Dos años después, fue transportada a Ancona, y el 10 de diciembre de 1294 llegó a la localidad de Loreto. La tradición atribuye los traslados a intervenciones angelicales.
En 1468, por voluntad del obispo de Recanati, Nicolò dall'Aste de Forlì, se iniciaron las obras de construcción del gran templo tanto para proteger la Santa Casa como para acoger a la multitud cada vez mayor de peregrinos. Se erigió una basílica, diseñada por el Donato d'Angelo Bramante.
En 1507 el papa Julio II sacó el santuario de Loreto de la jurisdicción del obispo de Recanati y le dio un estatus jurídico particular sujetándolo directamente a la Santa Sede. Fue gobernado hasta 1698 por un cardenal protector y luego por la Congregación Lauretana presidida por el cardenal secretario de Estado de la Santa Sede, representada en Loreto por un prelado-gobernador.
El 17 de marzo de 1586 el papa Sixto V elevó a Loreto al rango de ciudad y diócesis mediante la bula Pro Excellenti y suprimió la diócesis de Recanati, de la que Loreto formaba parte.
A petición de los habitantes de Recanati, el papa Inocencio IX decretó el restablecimiento de la diócesis de Recanati mediante una bula del 19 de diciembre de 1591, pero murió el 29 de diciembre sin poder ejecutar su decisión. Así, correspondió al papa Clemente VIII con una nueva bula del 9 de febrero de 1592 confirmar la erección de la diócesis y establecer su unión aeque principaliter con la de Loreto.
Del 10 al 14 de septiembre de 1930 Loreto acogió el décimo Congreso Eucarístico nacional italiano, al que asistió como legado papal el cardenal Luigi Capotosti.
El 15 de septiembre de 1934 el papa Pío XI, aplicando el concordato de 1929 con Italia, mediante la bula Lauretanae Basilicae suprimió la diócesis de Loreto, incorporando su territorio al de la diócesis de Recanati, a excepción del santuario lauretano (cuyo patrimonio, junto con la basílica y las obras anexas, fue asignado a la Santa Sede por el concordato) que quedó sujeto a la directa autoridad de la Santa Sede. Para su gobierno se estableció la «administración de la Pontificia Basílica de la Santa Casa», regida por el administrador pontificio de la Basílica de la Santa Casa, nombrado directamente por la Santa Sede, y representado en Loreto por un vicario. En memoria de la antigua diócesis, a los obispos de Recanati se les concedió el título de Recanati-Loreto. Además, la bula concedió al obispo Aluigi Cossio el uso del palio, ya utilizado anteriormente por los obispos de Loreto, en el territorio de su diócesis.
El 11 de octubre de 1935 se extendió la jurisdicción del administrador pontificio al territorio de la ciudad de Loreto mediante el decreto Exacto iam de la Congregación Consistorial. Dos fueron los administradores pontificios: Francesco Borgongini Duca y Primo Príncipi, ambos residentes en Roma; representados en Loreto por dos vicarios respectivamente: Gaetano Malchiodi (1935-1960) y Angelo Prinetto, (1961-1965).
El 24 de junio de 1965 el papa Pablo VI dio una nueva estructura jurídica al santuario de la Santa Casa de Loreto mediante la bula Lauretanae Almae Domus aboliendo la administración pontificia de la basílica y estableciendo la delegación pontificia para el santuario de la Santa Casa de Loreto y la prelatura de la Santa Casa, designando al delegado pontificio a la vez como prelado y con un vicario en cada una. A la prelatura le asignó como territorio la comuna de Loreto, cuyas parroquias fueron cedidas formalmente por la diócesis de Recanati-Loreto, desde entonces renombrada diócesis de Recanati, restituyendo al mismo tiempo la cátedra episcopal en la basílica.
El 11 de marzo de 2000 la prelatura territorial, hasta entonces inmediatamente sujeta a la Santa Sede, pasó a formar parte de la provincia eclesiástica de la arquidiócesis de Ancona-Osimo.

## Estadísticas
Según el Anuario Pontificio 2022 la prelatura territorial tenía a fines de 2021 un total de 12 640 fieles bautizados.
| Año                                                                             | Población            | Población | Población      | Sacerdotes | Sacerdotes    | Sacerdotes    | Bautizados por sacerdote | Diáconos permanentes | Religiosos | Religiosos | Parroquias |
| Año                                                                             | Bautizados católicos | Total     | % de católicos | Total      | Clero secular | Clero regular | Bautizados por sacerdote | Diáconos permanentes | Varones    | Mujeres    | Parroquias |
| ------------------------------------------------------------------------------- | -------------------- | --------- | -------------- | ---------- | ------------- | ------------- | ------------------------ | -------------------- | ---------- | ---------- | ---------- |
| 1966                                                                            | 10 428               | 10 428    | 100.0          | 72         | 3             | 69            | 144                      |                      | 122        | 269        | 4          |
| 1970                                                                            | 10 944               | 10 944    | 100.0          | 60         | 4             | 56            | 182                      |                      | 105        | 185        | 4          |
| 1980                                                                            | 10 850               | 10 850    | 100.0          | 54         | 5             | 49            | 200                      |                      | 75         | 223        | 4          |
| 1990                                                                            | 10 618               | 10 618    | 100.0          | 44         | 1             | 43            | 241                      |                      | 50         | 233        | 5          |
| 1999                                                                            | 11 200               | 11 276    | 99.3           | 42         | 2             | 40            | 266                      |                      | 47         | 240        | 5          |
| 2000                                                                            | 11 200               | 11 294    | 99.2           | 42         | 2             | 40            | 266                      |                      | 46         | 228        | 5          |
| 2001                                                                            | 11 200               | 11 372    | 98.5           | 42         | 2             | 40            | 266                      |                      | 47         | 226        | 5          |
| 2002                                                                            | 11 000               | 11 450    | 96.1           | 45         | 2             | 43            | 244                      |                      | 48         | 219        | 5          |
| 2003                                                                            | 11 100               | 11 537    | 96.2           | 50         | 2             | 48            | 222                      |                      | 53         | 215        | 5          |
| 2004                                                                            | 11 150               | 11 694    | 95.3           | 49         | 2             | 47            | 227                      |                      | 52         | 214        | 5          |
| 2013                                                                            | 12 056               | 12 543    | 96.1           | 53         | 8             | 45            | 227                      |                      | 49         | 190        | 5          |
| 2016                                                                            | 12 160               | 12 650    | 96.1           | 49         | 4             | 45            | 248                      |                      | 49         | 147        | 5          |
| 2019                                                                            | 12 200               | 12 700    | 96.1           | 40         | 4             | 36            | 305                      |                      | 40         | 172        | 5          |
| 2021                                                                            | 12 640               | 12 900    | 98.0           | 39         | 6             | 33            | 324                      |                      | 39         | 146        | 5          |
| Fuente: Catholic-Hierarchy, que a su vez toma los datos del Anuario Pontificio. |                      |           |                |            |               |               |                          |                      |            |            |            |

### Vida consagrada
Comunidades religiosas femeninas
- Carmelitas Descalzas
- Religiosas de la Pasión de Jesucristo
- Orden de Nuestra Señora de la Caridad (El Refugio)
- Esclavas de las hermanas Encarnación
- Hijas de la Caridad de San Vincente de Paúl
- Hijas de Santa María de la Divina Providencia
- Hermanas Franciscanas Misioneras de Asís (dichas del Giglio)
- Ursulinas de Jesús
- Hermanas de la Sagrada Familia de Nazaret (polacas)
- Hermanas de la Sagrada Familia de Savigliano
- Franciscanas Alcantarinas
- Hermanas de Jesús Redentor
- Hermanas Francscanas Misioneras del Corazón de Jesús y de María Immaculada

Comunidades religiosas masculinas
- Orden de los Hermanos Menores Capuchinos
- Orden de los Hermanos Menores
- Salesianos de Don Bosco
- Compañía de María
- Sacerdotes del Sagrado Corazón de Jesús (SCJ)
- Congregación de Jesús Sacerdote
- Misioneros de San Carlos (scalabriniani)
- Fraternidad Franciscana de Betania,  Institución de Vida Consagrada de derecho diocesano compuesta por hermanos, clérigos y laicos, y de hermanas que se consagran a Dios mediante los votos públicos de castidad, pobreza y obediencia.

Instituciones seculares
- Mater Misericordiae (Ancelle)
- Voluntarias Franciscanas de las Vocaciones

## Episcopologio
- Francesco Cantucci † (23 de marzo de 1586-26 de noviembre de 1586 falleció)
- Rutilio Benzoni † (16 de diciembre de 1586-9 de febrero de 1592 nombrado obispo de Recanati y Loreto)
  - Sede unida a Recanati (1592-1935)
- Francesco Borgongini Duca † (25 de marzo de 1934-12 de enero de 1953 creado cardenal)
  - Gaetano Malchiodi † (25 de enero de 1935-26 de enero de 1960 retirado) (vicario)
- Primo Principi † (8 de mayo de 1956-24 de junio de 1965 renunció)
  - Angelo Prinetto † (18 de octubre de 1961-25 de abril de 1965 renunció) (vicario)
- Aurelio Sabattani † (24 de junio de 1965-13 de julio de 1971 nombrado secretario del Tribunal Supremo de la Signatura Apostólica)
- Loris Francesco Capovilla † (25 de septiembre de 1971-10 de diciembre de 1988 renunció)
- Pasquale Macchi † (10 de diciembre de 1988-7 de octubre de 1996 renunció)
- Angelo Comastri (9 de noviembre de 1996-5 de febrero de 2005 nombrado coadjutor del arcipreste de la basílica de San Pedro, vicario general de Su Santidad para el Estado de la Ciudad del Vaticano y presidente de la Fábrica de San Pedro)
- Gianni Danzi † (22 de febrero de 2005-2 de octubre de 2007 falleció)
- Giovanni Tonucci (18 de octubre de 2007-20 de mayo de 2017 retirado)
- Fabio Dal Cin, desde el 20 de mayo de 2017